# Nigeria aux Jeux olympiques d'été de 1952
Le Nigeria participe aux Jeux olympiques de 1952 à Helsinki en Finlande avec une délégation de neuf athlètes. Il s'agit de sa 1re participation aux Jeux d'été.
Le Nigeria n'est pas encore indépendant et a un statut de colonie britannique. Seules quatre nations africaines ont leur propre délégation à ces Jeux.

## Athlétisme
| Athlète                                                | Épreuve                 | Séries  | Séries | Demi-finales | Demi-finales | Finale       | Finale       |
| Athlète                                                | Épreuve                 | Temps   | Rang   | Temps        | Rang         | Temps        | Rang         |
| ------------------------------------------------------ | ----------------------- | ------- | ------ | ------------ | ------------ | ------------ | ------------ |
| Edward Ajado                                           | 100 m masculin          | 11.25 s | 5e     | Non qualifié | Non qualifié | Non qualifié | Non qualifié |
| Edward Ajado                                           | 200 m masculin          | 22.92 s | 4e     | Non qualifié | Non qualifié | Non qualifié | Non qualifié |
| Titus Erinle                                           | 100 m masculin          | 11.12 s | 3e     | Non qualifié | Non qualifié | Non qualifié | Non qualifié |
| Muslim Arogundade                                      | 200 m masculin          | 22.71 s | 5e     | Non qualifié | Non qualifié | Non qualifié | Non qualifié |
| Rafiu Oluwa                                            | 200 m masculin          | 22.89 s | 1re    | 22.69 s      | 6e           | Non qualifié | Non qualifié |
| Muslim Arongudade Titus Erinle Karim Olowu Rafiu Oluwa | relais 4x100 m masculin | 42.4 s  | 2e     | 41.9 s       | 5e           | Non qualifié | Non qualifié |

| Athlètes           | Épreuve          | Qualification | Qualification | Finale       | Finale       |
| Athlètes           | Épreuve          | Performance   | Rang          | Performance  | Rang         |
| ------------------ | ---------------- | ------------- | ------------- | ------------ | ------------ |
| Karim Olowu        | Saut en longueur | 6.96 m        | 11e           | Non qualifié | Non qualifié |
| Sylvanus Williams  | Saut en longueur | 6.98 m        | 9e            | Non qualifié | Non qualifié |
| Josiah Majekodunmi | Saut en hauteur  | 1.87 m        | 4e            | 1.90m        | 9e           |
| Nafiu Osagie       | Saut en hauteur  | 1.87 m        | 4e            | 1.90m        | 18e          |
| Boniface Guobadia  | Saut en hauteur  | 1.87 m        | 9e            | 1.90m        | 20e          |